# Talorgan mac Drust
Talorgan mac Drust  roi des Pictes de  779 à 784/785 ou de 780/781 à 785.

## Origine et hypothèses
En 782 les Annales d'Ulster relèvent la disparition d’un roi picte: « « Dub Tholargg rex Pictorum citra Monoth  » i.e « Tholargg le Noir roi des Pictes de ce côté du Mounth » (c'est-à-dire les Monts Grampians). L’identification de ce souverain avec les deux rois contemporains homonymes mentionnés  par les listes de la Chronique Picte: Talorgan mac Drust et Talorgan mac Unuist permet plusieurs hypothèses.
W. A. Cummins dans son ouvrage  de 1998 « The Age of the Picts  » remarque que les listes de la Chronique enregistrent  entre la mort de Álpin mac Uuroid après 3 ans ½ de règne en 778 ou 780 et avant la défaite et l’expulsion après un règne de 5 ans de Canaul mac Tarla en 789, les rois suivants : 
- Drest mac Talorgan  pendant 1 an ;
- Talorgan mac Drust ou Drostan  pendant 4/5 ans  ;
- Talorgan mac Unuist pendant 2 ½ ans.

Dans ce contexte la durée totale des règnes est supérieure aux années disponibles entre les deux événements datés. W.A Cummins estime donc que la succession est la suivante: Drust mac Talorgan en 778, Talorgan mac Drest qu'il identifie avec Dub Talorgg de 779 à 782/783 et enfin Talorgan mac Unuist de 783 à 784/785 
Plus récemment dans son ouvrage de 2009 James E. Fraser estime que les trois rois ne se sont pas succédé mais qu'ils ont régné en concurrence de chaque « côté du Mounth » : Talorgan mac Unuist qu'il identifie avec «Dub Tholargg »; 2  ½ ans de ce côté du Mounth (780-782), Drest mac Talorgan  conjointement avec lui de l'autre côté du Mounth(780-781) et enfin avec Talorgan mac Drest pendant 4/5 ans de 781 à 785.
Comme les rois Drust mac Talorgan et Talorgan mac Unuist, il devait être également issu de la famille d’Oengus Ier.Canaul mac Tarla (Conall Caemh mac Teidg) d'origine inconnue mais dont le nom semble nettement désigner une origine scot lui succède en 784/785.

## Sources
- (en) J.M.P. Calise Pictish Soourcebook, Document of Medieval Legend and Dark Age History Greenwood Press (Londres 2002)  (ISBN 0-313-32295-3)
- (en) W.A. Cumming The Age of the Picts Sutton Publishing (1998)   (ISBN 0750916087).
- (en) James E. Fraser From Caledonia to Pictland, Scotland to 795 The New Edinburgh History of Scotland. Edinburgh University Press, Edinburgh (2009)  (ISBN 9780748612321).
- (en) William Forbes Skene Chronicles Of The Picts,Chronicles Of The Scots, And Other Early Memorials Of Scottish History. H.M General Register House Edinburgh (1867) Reprint par Kessinger Publishings's (2007)  (ISBN 1432551051).
- Alfred P. Smyth Warlords and Holy Men. Scotland AD 80~1000 Edinburgh University Press (1984)  (ISBN 0748601007)